# Robert Lee, Texas
Robert Lee là một thành phố thuộc quận Coke, tiểu bang Texas, Hoa Kỳ. Năm 2010, dân số của xã này là 1049 người.

## Dân số
- Dân số năm 2000: 1171 người.
- Dân số năm 2010: 1049 người.